# بيرتي برايلي
ألبرت برايلي (من مواليد 5 سبتمبر 1981) هو لاعب كرة قدم إنجليزي يلعب كمهاجم لهولبريدج سبورتس. لعب برايلي في دوري كرة القدم مع سويندون تاون في موسم 2001-02 قبل أن ينضم إلى كرة القدم خارج الدوري.